# Koryun
Koryun (in armeno Կորյուն?) (380 ca. – 450 ca.) è stato uno scrittore armeno.

## Biografia
Soprannominato Skantcheli (lett. "L'ammirevole"), 
Koryun fu il primo storico ed il primo autore di un'opera originale in lingua armena. 
Scrisse nel V secolo: La vita di Mashtots, ricca di dettagli sull'evangelizzazione dell'Armenia e l'invenzione dell'alfabeto armeno. Alcuni studiosi armeni ed europei, come G. Alishan, O. Torosyan, G. Fintigliyan, A. Sarukhan, G. Ter-Mkrtchyan (Miaban), S. Weber, ed altri, hanno ipotizzato che Koryun potesse essere etnicamente un georgiano (iberico) o un armeno-georgiano. Dopo aver ricevuto l'istruzione di base da Mesrop Mashtots presso il seminario di Vagharshapat, Koryun si recò per gli studi superiori in Siria, ad Alessandria e a Costantinopoli. Ritornò in Armenia con altri studenti nel 432. Fu un amico intimo di Yeznik di Koghb e di Ghevond. In seguito fu nominato vescovo della Georgia. È stato elencato tra i giovani traduttori. Il suo stile è originale, ma talvolta oscuro a causa d'irregolarità grammaticali. Gli è stata attribuita la traduzione dei primi tre libri dei Maccabei. Risale a Koryun l'affermazione secondo la quale non soltanto l'alfabeto armeno ma anche l'alfabeto georgiano e l'alfabeto dell'Albania caucasica sono creazioni di Mesrop Mashtots.
Dopo la morte di Mashtots, Koryun fu incaricato verso l'anno 443 dal catholicos Hovsep Hoghotsmetsi, uno dei capi spirituali del tempo, di scrivere la biografia di Mesrop. Oggi la sua opera è nota come Varq Mashtotsi (La vita di Mashtots). Terminò quest'opera prima della battaglia di Avarayr del 451 e le successive evoluzioni politiche della regione. Nei tempi moderni è stata tradotta in russo, inglese, francese e tedesco.

## Note

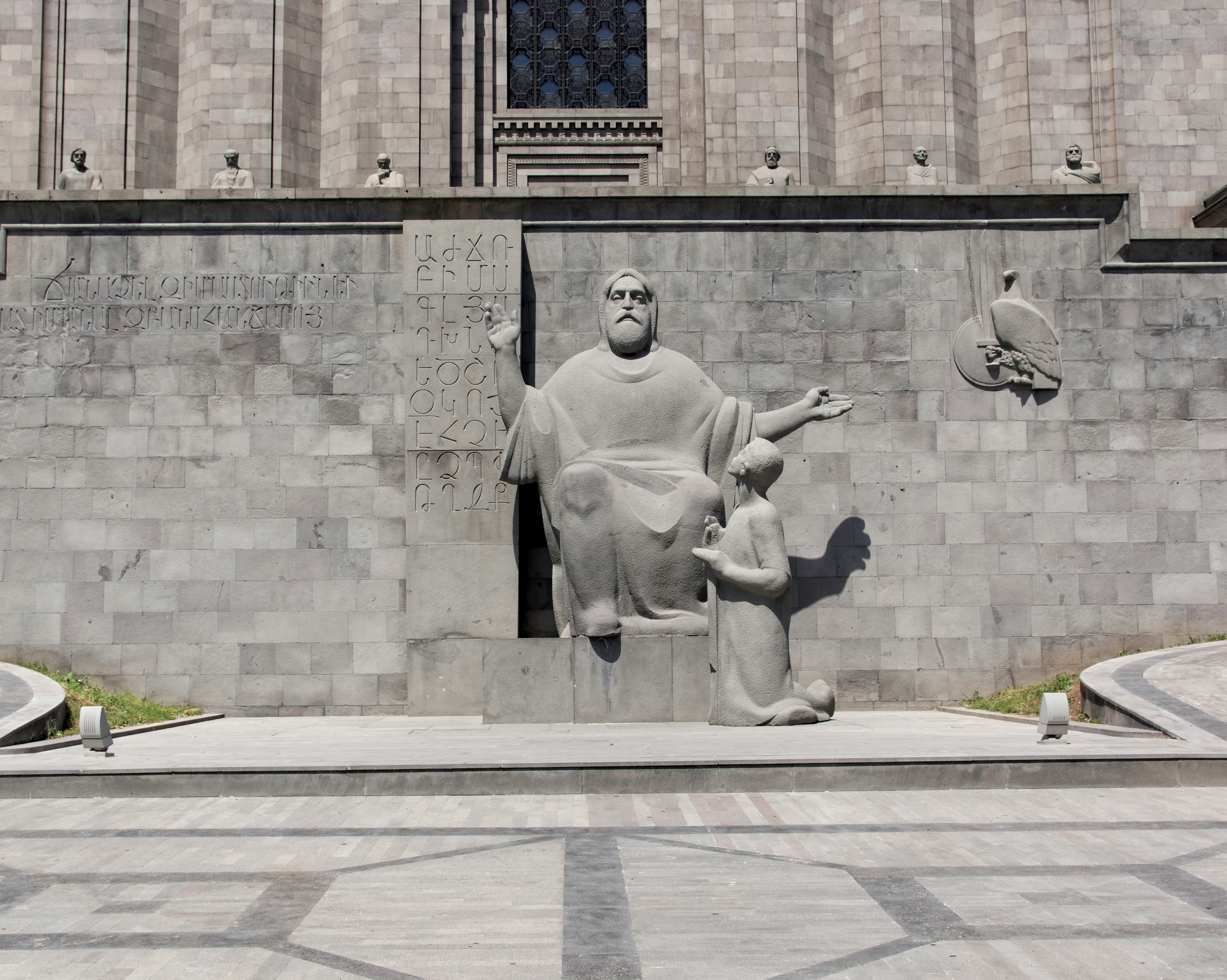
Mesrop Mashtots con il discepolo Koryun (in ginocchio). Complesso rappresentativo della Biblioteca di Matenadaran, presso la capitale armena, realizzato da Ghoukas Choubarian.